# Суковесовская
Суковесовская — деревня в Красноборском районе Архангельской области. Входит в состав Белослудского сельского поселения.

## География
Находится в юго-восточной части Архангельской области на расстоянии приблизительно 3 км на восток-северо-восток по прямой от административного центра поселения деревни Большая Слудка у берега старицы на правобережье реки Уфтюга.

## История
В 1859 году здесь (деревня Сольвычегодского уезда Вологодской губернии) было учтено 5 дворов.

## Население
Численность населения: 45 человек (1859 год), 0 в 2002 году, 3 в 2010.